# Peter Deer
Peter Deer, född 26 november 1878, död 30 juli 1956, var en friidrottare från Kanada. Han deltog vid olympiska sommarspelen 1904.